# Medaile stříbrného výročí královny Alžběty II.
Medaile stříbrného výročí královny Alžběty II. (anglicky Queen Elizabeth II Silver Jubilee Medal, francouzsky Médaille du jubilé de la reine Élisabeth II) je pamětní medaile založená roku 1977 při příležitosti 25. výročí nástupu královny Alžběty II. na trůn. Vzhled medaile byl stejný ve všech částech říše s výjimkou Kanady jejíž medaile měly unikátní prvky. Vzhledem k mezinárodnímu udílení medaile zaujímá v každém národním systému státních vyznamenání odlišnou pozici.

## Historie a pravidla udílení
Medaile byla založena dne 6. února 1977 na památku 25. výročí nástupu královny Alžběty II. na trůn.
Od vydání Korunovační medaile krále Jiřího V. v roce 1911 se stalo zvykem, že úředníci Spojeného království rozhodovali o celkovém počtu medailí, které budou v jednotlivých případech vyrobeny. Následně se celkový počet poměrově rozdělil mezi členské země Commonwealthu, území závislé na koruně a v majetku koruny. Udělení medaile konkrétním osobnostem pak bylo na uvážení orgánů místní samosprávy. Ty se mohly svobodně rozhodnout komu a na základě jakých kritérií budou medaile uděleny. Od roku 1977 bylo udílení těchto medailí výhradně na uvážení každé z národních vlád. V Británii bylo uděleno 30 000 ocenění, na Novém Zélandu 1 507, v Austrálii 6 870 a v Kanadě 30 000.
Cílem kanadské medaile bylo ocenit jednotlivce za jejich významný přínos spoluobčanům, své komunitě či Kanadě. Medaili obdrželi také příjemci Řádu Kanady, Vojenského záslužného řádu a dalších kanadských vyznamenání za statečnost.

## Popis medaile

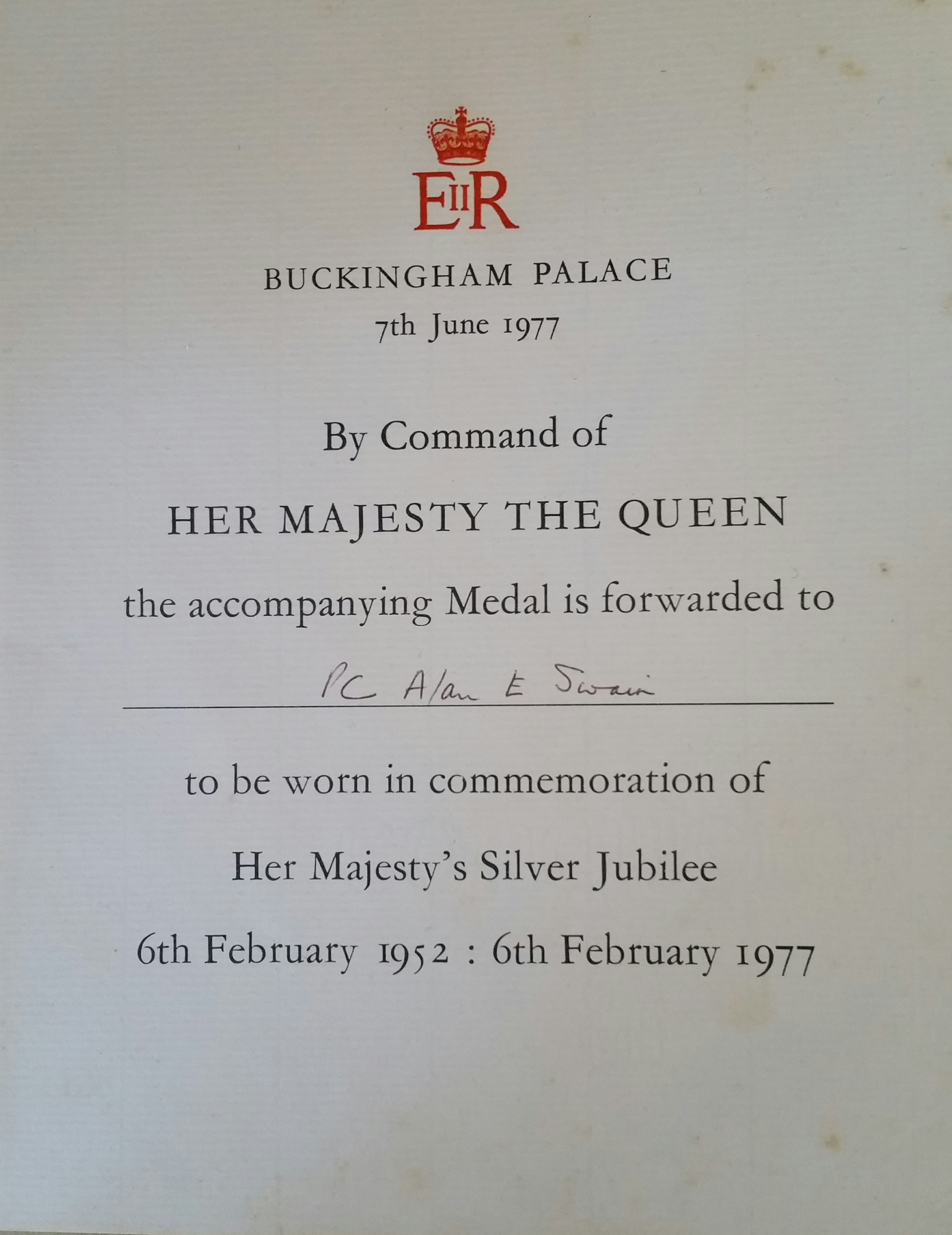
Certifikát o udělení vyznamenání

Autorem vzhledu medaile je sochař David Wynne. Medaile kulatého tvaru o průměru 32 mm je vyrobena ze stříbra. Na přední straně je podobizna Alžběty II. s korunou obklopená nápisem v latině ELIZABETH II DEI GRA. REGINA FID. DEF, symbolizujícím tak její fons honorum. Na zadní straně je věnec v horní části přerušený královskou korunou. Uprostřed je nápis v angličtině THE 25th YEAR OF THE REIGN OF QUEEN ELIZABETH II 6 February 1977.
Kanadská verze se od té standardní v mnoha detailech liší. Medaile je o trochu tlustší. Zadní strana se od standardní verze liší zcela. Je zde stylizovaný motiv javorového listu a nad ním nápis CANADA. Pod ním je královský monogram a datum 1952 vlevo a 1977 vpravo.
Stuha bílé barvy široká 31,8 mm je na obou okrajích lemována proužky červené barvy širokými 1 mm. Uprostřed je 7 mm široký modrý pruh, jehož středem prochází 1 mm široký červený proužek.
Obě verze medaile se nosí nalevo na hrudi. V případě dam může být medaile nošena na stužce uvázané do mašle na levém rameni. Spolu s medailí byl udílen i certifikát o udělení ocenění a medaile byly udíleny bezejmenně.